# Миодраг Стојановић Гидра
Миодраг Стојановић Гидра (Бар, 24. октобар 1950 — Београд, 18. фебруар 2001) је био српски боксер, кик-боксер и борац мешовитих борилачких вештина, ушао je 1986. године у Гинисову књигу рекорда по највећем броју трбушних склекова у 24 сата (29449).

## Биографија
Иако економиста, целог живота бавио се разним борилачким вештинама, највише боксом. Каријеру најјачег Југословена, како су га звали, почео је кад је дошао у Београд на студије. Тренирао је бокс у Црвеној звезди, где је био директор почетком 1990-их.
Године 1993, отпутовао је у Лос Анђелес где се наредних година бавио филмом. У Америци је сарађивао с Арнолдом Шварценегером, Меџиком Џонсоном, Ралфом Милером. Био је сценариста и глумац у филму Рођен као ратник, кога неки сматрају за прив српски акциони филм.
По повратку у Југославију, посветио се новој борилачкој вештини под називом мешовите борилачке вештине. Био је хапшен у Београду.
Убијен је у сачекуши 18. фебруара 2001. године, усред бела дана, док је улазио у свој Ауди А4 код тениских терена стадиона ЈНА. Убица је једним метком погодио Гидру у врат, а осталим у груди. Убица никада није пронађен.
Гидра је био власник ресторана Симонида у театру Звездара. Иза себе je оставио троје деце: два сина и ћерку.